# زبره‌سنگ

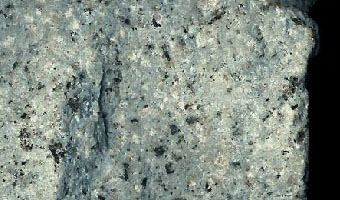
نمونه‌ای از تراکیت.

زبره‌سنگ ∗ یا تراکیت سنگی آذرین و آتشفشانی با بافتی ناویدا ∗ تا تمام بلورین است.
ساختار این کانی غالباً فلدسپات پتاسیم با مقدار کم‌تری پلاژیوکلاز است.